# Staatsableitung
Unter Staatsableitung versteht man seit den 1970er Jahren Versuche innerhalb des Marxismus bzw. Neomarxismus, die Entstehung, Existenz, Notwendigkeit und Ausprägung von Staat und Recht der bürgerlichen Gesellschaft aus dem ökonomischen System heraus zu erklären, sie aus ihm abzuleiten.
Ein Vorläufer der Staatsableitung war der Rechtswissenschaftler Jewgeni Bronislawowitsch Paschukanis, welcher bereits in den 1920er Jahren die Rechtsform aus der Warenform abgeleitet hatte.
Als wichtige Autoren seit 1970 gelten Rudolf Wolfgang Müller, Christel Neusüß, Bernhard Blanke, Elmar Altvater, Freerk Huisken, Joachim Hirsch sowie das Projekt Klassenanalyse (u. a. Joachim Bischoff).

## Staatsableitungsdebatte
Die Debatte wurde als ein Zweig der Neuen Marx-Lektüre vor allem im akademischen Raum geführt, war aber auch durch die damalige politische Situation geprägt. Teile der politischen Linken hatten, nachdem 1969 in der Bundesrepublik Deutschland die sozial-liberalen Koalition die Regierung übernommen hatte, Hoffnungen auf gesellschaftliche Reformen und strebten einen Marsch durch die Institutionen sowie die Reformierung der Gesellschaft durch den Staat an.
In der Staatsableitungsdebatte wird der Staat analysiert als „ein struktureller Bestandteil des kapitalistischen Produktionsverhältnisses selbst, seine besondere politische Form. Die kapitalistischen Klassen- und Ausbeutungsbeziehungen sind so gestaltet, dass die ökonomisch herrschende Klasse nicht unmittelbar politisch herrschen kann, sondern ihre Herrschaft sich erst mittels einer von den Klassen relativ getrennten Instanz, des Staates, realisieren kann. Gleichzeitig bleibt der Staat der Struktur- und Funktionslogik der kapitalistischen Gesellschaft unterworfen. Er ist keine Instanz, die außerhalb des Kapitals steht. Der bürgerliche Staat ist also Klassenstaat, ohne das unmittelbare Instrument einer Klasse zu sein. Und eben diese ‚Besonderung‘ oder ‚relative Autonomie‘ des Staates ist die Basis der Staatsillusion.“ (Joachim Hirsch)
Besonders in Diskussion mit Freerk Huisken schrieb ein Autorenkollektiv der damaligen Marxistischen Gruppe (MG) das Buch „Der bürgerliche Staat“ mit dem eigenen Anspruch, damit die Staatsableitung zu leisten („Sie  i s t  nämlich die Staatsableitung, beendet also jene unselige Debatte für all diejenigen, die ein Interesse an der Erklärung des Staates haben“). Dort erfolgte auch eine umfassende inhaltliche Korrektur der Auffassungen, die Huisken im Text "Zum Problem der Ableitung des Bürgerlichen Staates" (Ko-Autorschaft Huisken und v. Flatow) aus dem Jahr 1973 noch vertreten hatte.

### Kritik
Von Rainer-Olaf Schultze wurde eingewandt, dass sich die Ableitungsversuche „zumeist im begriffslogischen Streit um die Auslegung der marxistischen Klassiker“ bewegten und nicht vermochten, „die notwendige Vermittlung von der allgemeinen Ebene der Formbestimmung zur konkreten Analyse der Realität kapitalistischer Staaten zu liefern.“
Ähnlich Frank Deppe: Die Staatsableitungsdebatte „war ein typisches Beispiel für einen – von der Praxis weitgehend abgelösten und schließlich nur noch selbstreflexiven – „akademischen Marxismus“, zumal die Konzentration auf den Staat – angesichts der Bedeutung der „Zivilgesellschaft“ im Sinne Gramscis – eine Verengung des Politikbegriffes beinhaltet.“
Auch der damals an der Debatte maßgeblich beteiligte Joachim Hirsch konzedierte später, „dass die Staatsableitungsdebatte auf einem hoch abstrakten Niveau geführt wurde und bisweilen die Züge theoretischer Glasperlenspiele annahm“. Andererseits ist laut Hirsch jedoch vielfach der Status der Debatte verkannt worden, bei der es nicht um eine fertige Staatstheorie gegangen sei, sondern um die Formbestimmung der bürgerlichen Gesellschaft als Bestandteil einer umfassenderen historischen Theorie.